# Loimijoki
Loimijoki – rzeka w Finlandii o długości 114 km, najdłuższy dopływ rzeki Kokemäenjoki. W miejscowości Tammela wypływa z jeziora Pyhäjärvi, zaś z Kokemäenjoki łączy się w Huittinen.